# Rumburgh
Rumburgh est un village et une paroisse civile du Suffolk, en Angleterre. Il est situé dans le nord-est du comté, à 5 km au nord-ouest de la ville de Halesworth. Administrativement, il relève du district d'East Suffolk.

## Toponymie
Rumburgh est un nom d'origine vieil-anglaise dont le deuxième élément fait référence à une forteresse (burh). La première partie du nom pourrait indiquer qu'il s'agit d'une forteresse large (rūm) ou construite à partir de troncs d'arbre (*hruna). Ce toponyme est attesté pour la première fois vers 1050 sous la forme Romburch. Dans le Domesday Book, compilé en 1086, le village a pour nom Ramburc.

## Histoire
Un prieuré bénédictin est fondé à Rumburgh entre 1064 et 1070 sous les auspices de l'évêque d'Elmham Æthelmær. Ce prieuré de Rumburgh (en) relève de l'autorité de l'abbaye de St Benet's (en) et compte douze moines au moment de la compilation du Domesday Book, en 1086. Il passe au début du XIIe siècle sous la coupe de l'abbaye Sainte-Marie d'York. En 1528, le prieuré est supprimé au bénéfice du cardinal Thomas Wolsey.

## Démographie
Au recensement de 2011, la paroisse civile de Rumburgh comptait 327 habitants.
| 1801 | 1811 | 1821 | 1831 | 1841 | 1851 | 1881 |
| ---- | ---- | ---- | ---- | ---- | ---- | ---- |
| 358  | 409  | 445  | 421  | 435  | 432  | 346  |

| 1891 | 1901 | 1911 | 1921 | 1931 | 1951 | 1961 |
| ---- | ---- | ---- | ---- | ---- | ---- | ---- |
| 378  | 316  | 295  | 293  | 248  | 277  | 251  |

| 1971 | 1981 | 1991 | 2001 | 2011 | - | - |
| ---- | ---- | ---- | ---- | ---- | - | - |
| ?    | ?    | ?    | ?    | 327  | - | - |

## Culture locale et patrimoine

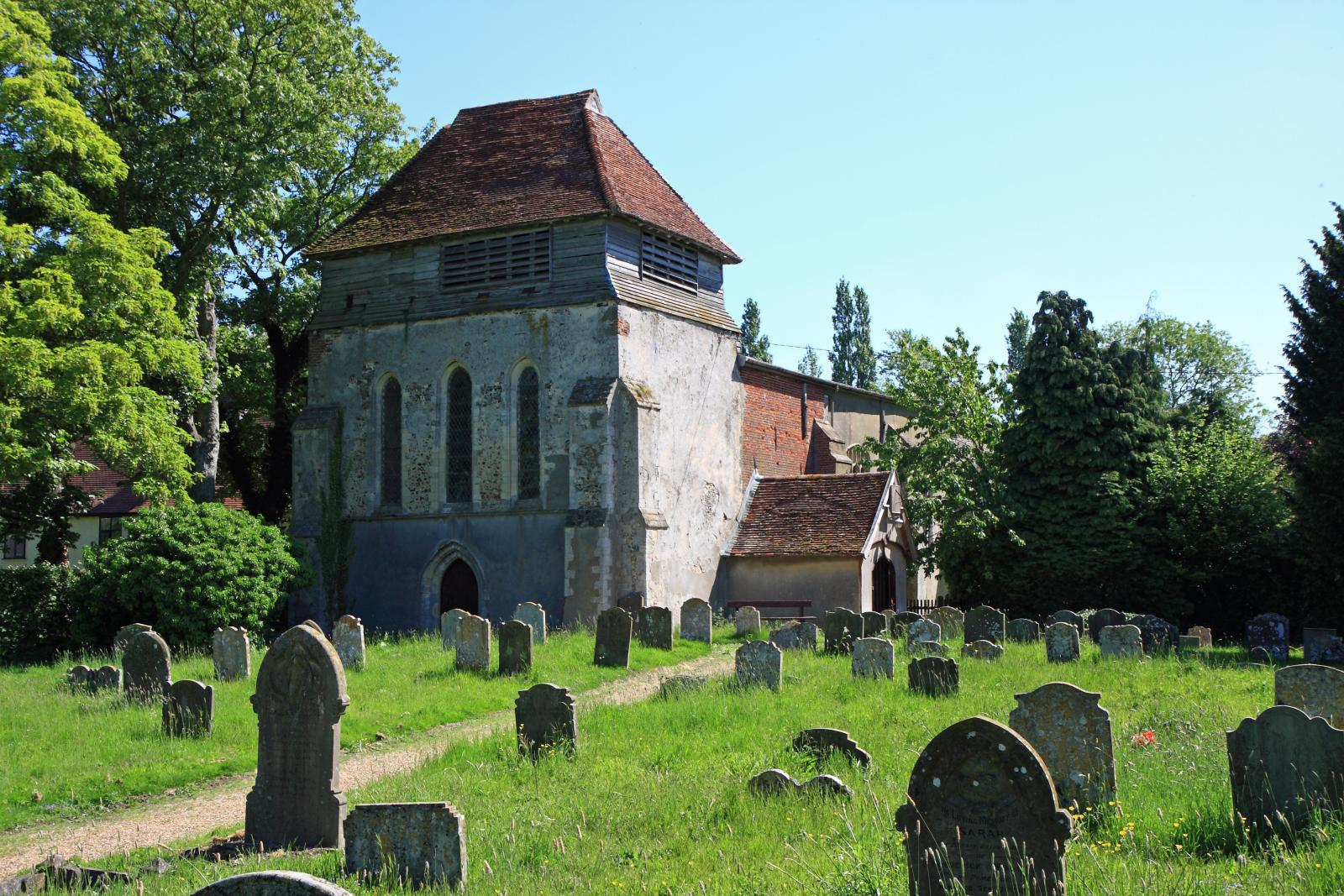
L'église Saint-Michel-et-Saint-Félix de Rumburgh.

L'église paroissiale de Rumburgh est dédiée à saint Michel et saint Félix. Elle correspond à l'abbatiale de l'ancien prieuré de Rumburgh. Le bâtiment, qui remonte aux XIIIe et XVe siècles, est un monument classé de grade I depuis 1953.
Le médecin et philosophe Nathaniel Fairfax (en) (1637-1690) est né à Rumburgh.